# Lista de freguesias do Alto Minho
Esta é uma lista de freguesias da subregião do Alto Minho, ordenadas alfabeticamente dentro de cada município e por população dos anos de 2011 e 2021, através dos censos.
A subregião do Alto Minho pertence à Região do Norte, que registou, através dos censos de 2021, uma população de 84.330 habitantes, dividido entre 10 municípios e em 208 freguesias.

## Freguesias por município
O Alto Minho é uma subregião dividido entre 10 municípios, sendo o município de Ponte de Lima com o maior número de fregesias da subregião, tendo 39 freguesias, e os munícipos de Valença e Vila Nova de Cerveira com o menor número de fregesias da subregião, tendo ambas 11 freguesias.
| Município             | Número de Freguesias |
| --------------------- | -------------------- |
| Arcos de Valdeves     | 36                   |
| Caminha               | 14                   |
| Melgaço               | 13                   |
| Monção                | 24                   |
| Paredes de Coura      | 16                   |
| Ponte da Barca        | 17                   |
| Ponte de Lima         | 39                   |
| Valença               | 11                   |
| Viana do Castelo      | 27                   |
| Vila Nova de Cerveira | 11                   |
| Alto Minho            | 208                  |

## Diferenças populacionais
Das 208 freguesias da subregião do Alto Minho:
- 1 freguesia tem mais de 10.000 habitantes;
- 2 freguesias tem entre 5.000 e 10.000 habitantes;
- 24 freguesias tem entre 2.000 e 5.000 habitantes;
- 33 freguesias tem entre 1.000 e 2.000 habitantes;
- 57 freguesias tem entre 500 e 1.000 habitantes e
- 91 freguesias tem menos de 500 habitantes.

## Lista de freguesias
Esta é uma lista de todas as 208 freguesias da subregião do Alto Minho.
| Freguesia                            | Município             | População | População |
| Freguesia                            | Município             | 2011      | 2021      |
| ------------------------------------ | --------------------- | --------- | --------- |
| Aboim das Choças                     | Arcos de Valdeves     | 333       | 295       |
| Aguiã                                | Arcos de Valdeves     | 705       | 707       |
| Álvora e Loureda                     | Arcos de Valdeves     | 456       | 378       |
| Arcos de Valdevez                    | Arcos de Valdeves     | 1 661     | 1 677     |
| Ázere                                | Arcos de Valdeves     | 247       | 207       |
| Cabana Maior                         | Arcos de Valdeves     | 239       | 177       |
| Cabreiro                             | Arcos de Valdeves     | 428       | 324       |
| Cendufe                              | Arcos de Valdeves     | 360       | 308       |
| Couto                                | Arcos de Valdeves     | 646       | 615       |
| Eiras e Mei                          | Arcos de Valdeves     | 387       | 322       |
| Gavieira                             | Arcos de Valdeves     | 298       | 258       |
| Gondoriz                             | Arcos de Valdeves     | 958       | 861       |
| Grade e Carralcova                   | Arcos de Valdeves     | 517       | 450       |
| Guilhadeses e Santar                 | Arcos de Valdeves     | 1 283     | 1 172     |
| Madalena de Jolda e Rio Cabrão       | Arcos de Valdeves     | 485       | 421       |
| São Paio de Jolda                    | Arcos de Valdeves     | 360       | 316       |
| Miranda                              | Arcos de Valdeves     | 325       | 245       |
| Monte Redondo                        | Arcos de Valdeves     | 227       | 196       |
| Oliveira                             | Arcos de Valdeves     | 330       | 327       |
| Paçô                                 | Arcos de Valdeves     | 970       | 933       |
| Padreiro                             | Arcos de Valdeves     | 377       | 349       |
| Padroso                              | Arcos de Valdeves     | 234       | 197       |
| Portela e Extremo                    | Arcos de Valdeves     | 420       | 323       |
| Prozelo                              | Arcos de Valdeves     | 943       | 815       |
| Rio de Moinhos                       | Arcos de Valdeves     | 438       | 433       |
| Rio Frio                             | Arcos de Valdeves     | 684       | 536       |
| Sabadim                              | Arcos de Valdeves     | 468       | 410       |
| Salvador, Vila Fonche e Parada       | Arcos de Valdeves     | 2 580     | 2 754     |
| São Jorge e Ermelo                   | Arcos de Valdeves     | 806       | 713       |
| Senharei                             | Arcos de Valdeves     | 259       | 164       |
| Sistelo                              | Arcos de Valdeves     | 273       | 199       |
| Soajo                                | Arcos de Valdeves     | 986       | 671       |
| Souto e Tabaçô                       | Arcos de Valdeves     | 977       | 913       |
| Távora                               | Arcos de Valdeves     | 955       | 848       |
| Vale                                 | Arcos de Valdeves     | 776       | 662       |
| Vilela, São Cosme e São Damião e Sá  | Arcos de Valdeves     | 524       | 476       |
| Âncora                               | Caminha               | 1 182     | 1 186     |
| Arga                                 | Caminha               | 208       | 159       |
| Argela                               | Caminha               | 393       | 375       |
| Caminha e Vilarelho                  | Caminha               | 2 471     | 2 373     |
| Dem                                  | Caminha               | 363       | 309       |
| Gondar e Orbacém                     | Caminha               | 435       | 398       |
| Lanhelas                             | Caminha               | 435       | 398       |
| Moledo e Cristelo                    | Caminha               | 1 566     | 1 491     |
| Riba de Âncora                       | Caminha               | 723       | 680       |
| Seixas                               | Caminha               | 1 502     | 1 414     |
| Venade e Azevedo                     | Caminha               | 975       | 881       |
| Vila Praia de Âncora                 | Caminha               | 4 820     | 4 624     |
| Vilar de Mouros                      | Caminha               | 753       | 725       |
| Vile                                 | Caminha               | 302       | 288       |
| Alvaredo                             | Melgaço               | 528       | 492       |
| Castro Laboreiro e Lamas de Mouro    | Melgaço               | 657       | 503       |
| Chaviães e Paços                     | Melgaço               | 702       | 559       |
| Coussos                              | Melgaço               | 294       | 239       |
| Cristoval                            | Melgaço               | 528       | 422       |
| Fiães                                | Melgaço               | 239       | 146       |
| Gave                                 | Melgaço               | 237       | 180       |
| Paderne                              | Melgaço               | 1 160     | 1 030     |
| Parada do Monte e Cubalhão           | Melgaço               | 526       | 477       |
| Penso                                | Melgaço               | 523       | 445       |
| Prado e Remoães                      | Melgaço               | 550       | 445       |
| São Paio                             | Melgaço               | 602       | 535       |
| Vila e Roussas                       | Melgaço               | 2 667     | 2 300     |
| Abedim                               | Monção                | 205       | 191       |
| Anhões e Luzio                       | Monção                | 260       | 196       |
| Barbeita                             | Monção                | 1 016     | 923       |
| Barroças e Taias                     | Monção                | 319       | 279       |
| Bela                                 | Monção                | 698       | 596       |
| Cambeses                             | Monção                | 496       | 496       |
| Ceivães e Badim                      | Monção                | 670       | 553       |
| Lara                                 | Monção                | 266       | 255       |
| Longos Vales                         | Monção                | 989       | 863       |
| Mazedo e Cortes                      | Monção                | 3 377     | 3 817     |
| Merufe                               | Monção                | 1 097     | 864       |
| Messegães, Valadares e Sá            | Monção                | 658       | 553       |
| Monção e Troviscoso                  | Monção                | 3 535     | 3 279     |
| Moreira                              | Monção                | 615       | 572       |
| Pias                                 | Monção                | 854       | 763       |
| Pinheiros                            | Monção                | 345       | 319       |
| Podame                               | Monção                | 278       | 265       |
| Portela                              | Monção                | 242       | 202       |
| Riba de Mouro                        | Monção                | 964       | 802       |
| Sago, Lordelo e Parada               | Monção                | 448       | 381       |
| Segude                               | Monção                | 356       | 320       |
| Tangil                               | Monção                | 768       | 629       |
| Troporiz e Lapela                    | Monção                | 497       | 454       |
| Trute                                | Monção                | 277       | 246       |
| Agualonga                            | Paredes de Coura      | 295       | 263       |
| Bico e Cristelo                      | Paredes de Coura      | 783       | 734       |
| Castanheira                          | Paredes de Coura      | 631       | 637       |
| Cossourado e Linhares                | Paredes de Coura      | 517       | 509       |
| Coura                                | Paredes de Coura      | 374       | 330       |
| Cunha                                | Paredes de Coura      | 529       | 459       |
| Formariz e Ferreira                  | Paredes de Coura      | 998       | 915       |
| Infesta                              | Paredes de Coura      | 450       | 413       |
| Insalde e Porreiras                  | Paredes de Coura      | 459       | 393       |
| Mozelos                              | Paredes de Coura      | 347       | 343       |
| Padornelo                            | Paredes de Coura      | 437       | 412       |
| Parada                               | Paredes de Coura      | 298       | 278       |
| Paredes de Coura e Resende           | Paredes de Coura      | 2 099     | 2 011     |
| Romardigães                          | Paredes de Coura      | 246       | 224       |
| Rubiães                              | Paredes de Coura      | 512       | 493       |
| Vascões                              | Paredes de Coura      | 223       | 218       |
| Azias                                | Ponte da Barca        | 377       | 303       |
| Boivães                              | Ponte da Barca        | 289       | 264       |
| Bravães                              | Ponte da Barca        | 629       | 602       |
| Britelo                              | Ponte da Barca        | 485       | 379       |
| Crasto, Ruivos e Grovelas            | Ponte da Barca        | 882       | 768       |
| Cuide de Vila Verde                  | Ponte da Barca        | 344       | 311       |
| Entre Ambos-os-Rios, Ermida e Germil | Ponte da Barca        | 612       | 498       |
| Lavradas                             | Ponte da Barca        | 875       | 826       |
| Lindoso                              | Ponte da Barca        | 427       | 374       |
| Nogueira                             | Ponte da Barca        | 410       | 374       |
| Oleiros                              | Ponte da Barca        | 466       | 447       |
| Ponte da Barca                       | Ponte da Barca        | 4 372     | 4 192     |
| Sampriz                              | Ponte da Barca        | 342       | 307       |
| Touvedo                              | Ponte da Barca        | 377       | 329       |
| São Pedro de Vade                    | Ponte da Barca        | 264       | 240       |
| São Tomé de Vade                     | Ponte da Barca        | 287       | 295       |
| Vila Chã                             | Ponte da Barca        | 623       | 540       |
| Anais                                | Ponte de Lima         | 1 073     | 1 027     |
| Arca e Ponte de Lima                 | Ponte de Lima         | 3 756     | 3 928     |
| Arcozelo                             | Ponte de Lima         | 3 734     | 3 562     |
| Ardegão, Freixo e Mato               | Ponte de Lima         | 1 754     | 1 551     |
| Vale do Neiva                        | Ponte de Lima         | 1 075     | 903       |
| Bárrio e Cepões                      | Ponte de Lima         | 921       | 786       |
| Beiral do Lima                       | Ponte de Lima         | 558       | 500       |
| Bertiandos                           | Ponte de Lima         | 414       | 360       |
| Boalhosa                             | Ponte de Lima         | 163       | 117       |
| Brandara                             | Ponte de Lima         | 442       | 420       |
| Cabaços e Fojo Lobal                 | Ponte de Lima         | 951       | 818       |
| Cabração e Moreira do Lima           | Ponte de Lima         | 987       | 899       |
| Calheiros                            | Ponte de Lima         | 991       | 930       |
| Calvelo                              | Ponte de Lima         | 685       | 618       |
| Correlhã                             | Ponte de Lima         | 2 936     | 2 787     |
| Estorãos                             | Ponte de Lima         | 464       | 408       |
| Facha                                | Ponte de Lima         | 1 529     | 1 390     |
| Feilosa                              | Ponte de Lima         | 1 363     | 1 865     |
| Fontão                               | Ponte de Lima         | 1 101     | 1 090     |
| Fornelos e Queijada                  | Ponte de Lima         | 1 969     | 1 912     |
| Friastelas                           | Ponte de Lima         | 450       | 430       |
| Gandra                               | Ponte de Lima         | 1 108     | 1 065     |
| Gemieira                             | Ponte de Lima         | 598       | 602       |
| Gondufe                              | Ponte de Lima         | 450       | 421       |
| Labruja                              | Ponte de Lima         | 439       | 384       |
| Labrujó, Rendufe e Vilar do Monte    | Ponte de Lima         | 417       | 315       |
| Navió e Vitorinho dos Piães          | Ponte de Lima         | 1 768     | 1 544     |
| Poiares                              | Ponte de Lima         | 775       | 737       |
| Santa Maria de Rebordões             | Ponte de Lima         | 1 056     | 969       |
| Souto de Rebordões                   | Ponte de Lima         | 1 127     | 1 011     |
| Refóios do Lima                      | Ponte de Lima         | 2 169     | 1 978     |
| Ribeira                              | Ponte de Lima         | 1 902     | 1 846     |
| Sá                                   | Ponte de Lima         | 420       | 343       |
| Santa Comba                          | Ponte de Lima         | 661       | 591       |
| Santa Cruz do Lima                   | Ponte de Lima         | 480       | 401       |
| São Pedro d'Arcos                    | Ponte de Lima         | 640       | 602       |
| Seara                                | Ponte de Lima         | 714       | 694       |
| Serdedelo                            | Ponte de Lima         | 464       | 429       |
| Vitorinho das Donas                  | Ponte de Lima         | 1 051     | 979       |
| Boivão                               | Valença               | 239       | 185       |
| Cerdal                               | Valença               | 1 693     | 1 550     |
| Fontoura                             | Valença               | 751       | 686       |
| Friestas                             | Valença               | 562       | 513       |
| Gandra e Taião                       | Valença               | 1 471     | 1 391     |
| Ganfei                               | Valença               | 1 296     | 1 207     |
| Gondomil e Sanfins                   | Valença               | 464       | 418       |
| São Julião e Silva                   | Valença               | 623       | 600       |
| São Pedro da Torre                   | Valença               | 1 267     | 1 243     |
| Valença, Cristelo Covo e Arão        | Valença               | 5 153     | 5 259     |
| Verdoejo                             | Valença               | 608       | 573       |
| Afife                                | Viana do Castelo      | 1 632     | 1 519     |
| Alvarães                             | Viana do Castelo      | 2 623     | 2 462     |
| Amonde                               | Viana do Castelo      | 293       | 231       |
| Anha                                 | Viana do Castelo      | 2 415     | 2 257     |
| Areosa                               | Viana do Castelo      | 4 853     | 4 698     |
| Barroselas e Carvoeiro               | Viana do Castelo      | 5 031     | 4 701     |
| Cardielos e Serreleis                | Viana do Castelo      | 2 312     | 2 150     |
| Carreço                              | Viana do Castelo      | 1 759     | 1 737     |
| Castelo do Neiva                     | Viana do Castelo      | 2 930     | 2 719     |
| Chafé                                | Viana do Castelo      | 2 841     | 2 447     |
| Darque                               | Viana do Castelo      | 7 817     | 8 003     |
| Freixieiro de Soutelo                | Viana do Castelo      | 511       | 465       |
| Geraz do Lima e Deão                 | Viana do Castelo      | 3 339     | 3 046     |
| Lanheses                             | Viana do Castelo      | 1 645     | 1 517     |
| Mazarefes e Vila Fria                | Viana do Castelo      | 2 494     | 2 670     |
| Montaria                             | Viana do Castelo      | 450       | 549       |
| Mujães                               | Viana do Castelo      | 1 422     | 1 550     |
| Nogueira, Meixedo e Vilar de Murteda | Viana do Castelo      | 1 597     | 1 433     |
| Outeiro                              | Viana do Castelo      | 1 234     | 1 060     |
| Perre                                | Viana do Castelo      | 2 956     | 2 772     |
| Viana do Castelo                     | Viana do Castelo      | 25 375    | 25 158    |
| Santa Marta de Portuzelo             | Viana do Castelo      | 3 805     | 3 901     |
| São Romão de Neiva                   | Viana do Castelo      | 1 225     | 1 048     |
| Subportela, Deocriste e Portela Susã | Viana do Castelo      | 2 552     | 2 250     |
| Torre e Vila Mou                     | Viana do Castelo      | 1 181     | 1 092     |
| Vila de Punhe                        | Viana do Castelo      | 2 273     | 2 064     |
| Vila Franca                          | Viana do Castelo      | 1 757     | 1 688     |
| Campos e Vila Meã                    | Vila Nova de Cerveira | 1 713     | 1 751     |
| Candemil e Gondar                    | Vila Nova de Cerveira | 359       | 313       |
| Cornes                               | Vila Nova de Cerveira | 478       | 489       |
| Covas                                | Vila Nova de Cerveira | 675       | 503       |
| Gondarém                             | Vila Nova de Cerveira | 1 010     | 909       |
| Loivo                                | Vila Nova de Cerveira | 885       | 834       |
| Mentrestido                          | Vila Nova de Cerveira | 264       | 273       |
| Reboreda e Nogueira                  | Vila Nova de Cerveira | 1 071     | 1 144     |
| Saparados                            | Vila Nova de Cerveira | 366       | 330       |
| Sopo                                 | Vila Nova de Cerveira | 557       | 497       |
| Vila Nova de Cerveira e Lovelhe      | Vila Nova de Cerveira | 1 875     | 1 780     |